# Somebody Loan Me a Dime
Somebody Loan Me a Dime — студійний альбом американського блюзового музиканта Фентона Робінсона, випущений лейблом Alligator в 1974 році. Цей альбом став дебютним для музиканта на лейблі Alligator Records. Також він став 5-им альбомом в історії лейблу.
Назву альбому дала композиція «Somebody Loan Me a Dime», яка потім стала візитною карткою Робінсона і вважається блюзовим стандартом.

## Список композицій
1. «Somebody Loan Me a Dime» (Фентон Робінсон) — 2:54
2. «The Getaway» (Фентон Робінсон) — 4:17
3. «Directly from My Heart to You» (Літтл Річард) — 4:17
4. «Going to Chicago» (народна) — 3:46
5. «You Say You're Leaving» (Біг Джо Вільямс) — 3:15
6. «Checking on My Woman» (Фентон Робінсон) — 3:23
7. «You Don't Know What Love Is» (Фентон Робінсон) — 3:50
8. «I've Changed» (Фентон Робінсон) — 4:23
9. «Country Girl» (Руді Тумз) — 4:55
10. «Gotta Wake Up» (Фентон Робінсон) — 4:25
11. «Texas Flood» (Ларрі Дейвіс, Дон Робі, Джозеф Вейд Скотт) — 4:12

## Учасники запису
- Фентон Робінсон — гітара, вокал
- Майті Джо Янг — ритм-гітара
- Біл Гід — клавішні
- Корнеліус Бойсон — бас
- Тоні Гуден — ударні
- Духові інструменти під керівництвом Дейва Болдвіна
  - Норвал Дж. Ходжес — труба
  - Елмер Браун-молодший — труба
  - Дейв Болдвін — тенор саксофон
  - Білл Макфарленд — тромбон

Технічний персонал
- Брюс Іглауер — продюсер
- Фентон Робінсон — продюсер
- Стю Блек — інженер
- Ross & Harvey — дизайн обкладинки
- Ден Кога — фотографія обкладинки